# Dynamine luisiana
Dynamine luisiana är en fjärilsart som beskrevs av Anton Heinrich Fassl 1922. Dynamine luisiana ingår i släktet Dynamine och familjen praktfjärilar. Inga underarter finns listade i Catalogue of Life.